# Versões Acústicas
Versões Acústicas, também chamado de Versões Acústicas - Canções Internacionais é um álbum de estúdio do cantor brasileiro André Valadão, lançado em agosto de 2014. Neste disco, o cantor regravou canções internacionais, versionadas em português e em arranjo acústico. Para divulgar a obra, o cantor gravou vários clipes, veiculados na internet, dirigidos por Alex Passos.
| Críticas profissionais | Críticas profissionais |
| Avaliações da crítica  | Avaliações da crítica  |
| Fonte                  | Avaliação              |
| ---------------------- | ---------------------- |
| O Propagador           | [ 3 ]                  |

## Faixas
1. "Quando o Mundo Cai ao Meu Redor (Everything Falls)" — 3:50
2. "Hosana (Hosanna)" — 4:30
3. "Teu Amor Não Falha (Your Love Never Fails)" — 5:33
4. "Nosso Deus (Our God)" — 4:36
5. "Me Ama (How He Loves)" — 5:46
6. "Rendido Estou (Arms Open Wide)" — 5:31
7. "Grande Deus (Great, Great God)" — 5:31
8. "Meu Desejo (My Desire)" — 3:46
9. "Santo (Holy)" — 7:32
10. "Grandes Coisas (God of This City)" — 4:57
11. "Canção do Apocalipse (Revelation Song)" — 6:20
12. "Abra os Olhos do Meu Coração (Open the Eyes of My Heart)" — 5:14
13. "Escudo e Proteção (Sun and Shield)" — 5:15